# Université Union de Virginie
L'université Union de Virginie (en anglais : Virginia Union University) (VUU) est une université privée  chrétienne évangélique baptiste, située à Richmond (Virginie) aux États-Unis.  Elle est affiliée aux Églises baptistes américaines USA.

## Historique
L’université a ses origines dans la fondation du Richmond Theological Institute en 1865 par l’American Baptist Home Mission (Églises baptistes américaines USA). Elle avait pour but de servir la communauté afro-américaine. En 1899, l’école a fusionné avec le Wayland Seminary pour former la Virginia Union University. Pour l'année 2019-2020, elle comptait 1 451 étudiants.

## Affiliations
Elle est affiliée aux Églises baptistes américaines USA.